# Orbiting Geophysical Observatory

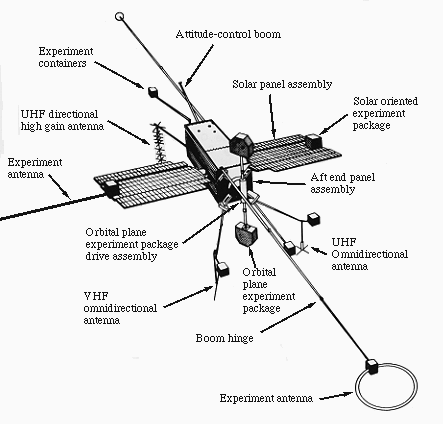
Componentes do OGO 1.

O Orbiting Geophysical Observatory (ou somente OGO) foi uma série de satélites lançados pelos Estados Unidos que estavam em uso entre os anos 1964 e 1972 concebido para estudar a magnetosfera terrestre. Os satélites estudaram com sucesso as interações magnéticas entre a Terra e o Sol, apesar de um certo número de problemas técnicos. Cada satélite tinha entre 20 a 25 instrumentos. Os satélites OGO 1, OGO 3 e OGO 5 eram de órbitas equatoriais; já os satélites OGO 2, OGO 4 e OGO 6 foram inferiores em órbitas polares.

## Lançamentos dos Satélites OGO
- OGO 1 1964-054A NORAD ID: 00879 Lançamento: 5 de setembro de 1964 em órbita massa seca: 487 kg ( decaiu 31 de Agosto de 2020 )
- OGO 2 1965-081A NORAD ID: 01620 Lançado: 14 de outubro de 1965 em órbita massa seca: 507 kg (decaiu 17 de setembro de 1981)
- OGO 3 1966-049A NORAD ID: 02195 Lançamento: 07 junho de 1966 em órbita massa seca: 515 kg (decaiu 14 de de 1981)
- OGO 4 1967-073A NORAD ID: 02895 Lançamento: 28 de julho de 1967 em órbita massa seca: 562 kg (decaiu 16 de agosto, 1972)
- OGO 5 1968-014A NORAD ID: 03138 Lançamento: 04 de marco de 1968 em órbita massa seca: 611 kg (decaiu 2 de julho de 2011)
- OGO 6 1969-051A NORAD ID: 03986 Lançamento: 5 de junho de 1969 em órbita massa seca: 632 kg (decaiu 12 de outubro de 1979)